# Microregiunea Csenger
Microregiunea Csenger (în maghiară Csengeri kistérség) a fost o microregiune statistică (kistérség) din județul Szabolcs-Szatmár-Bereg, Ungaria.
Cu o populație de 13.126 locuitori și o suprafață de 246,51 km2, aceasta a existat până în 2014, când în Ungaria, microregiunile ”kistérségek” au fost înlocuite de districte (járások).